# Peoria (Illinois)
Peoria è una city degli Stati Uniti d'America, capoluogo dell'omonima contea nello Stato dell'Illinois.

## Storia
Peoria fu resa famosa dal celebre discorso di Abramo Lincoln il 16 ottobre 1854. Il suo intervento, in risposta al comizio del rivale politico democratico Stephen A. Douglas, partiva da una critica serrata alla legge schiavista Kansas-Nebraska e fu il primo vero ed accorato intervento a difesa dei diritti degli afroamericani.
La città ha inoltre ospitato il venerabile Fulton John Sheen, arcivescovo che divenne sacerdote proprio nella diocesi di Peoria, dove si trasferì in età infantile dalla città di El Paso nell'Illinois. Egli fu un noto evangelizzatore su televisioni e radio americane. Dopo la sua morte è stato riconosciuto un miracolo ed è dunque in corso il cammino verso la sua beatificazione. Nella cattedrale dell'Immacolata Concezione riposa il suo corpo.

## Sport

### Calcio
A Peoria ha sede la squadra di calcio del Peoria City.